# الدوري المكسيكي الممتاز 1940–41
الدوري المكسيكي الممتاز 1940–41 (بالإسبانية: Liga Mayor 1940-41)‏ هو موسم من Primera Fuerza ‏. كان عدد الأندية المشاركة فيه 8، وفاز فيه أتلانتي إف سي.